# Claude Chandon
Pour les articles homonymes, voir Chandon.
Claude Chandon (Charolles, 29 octobre 1894 - Mort pour la France le 6 août 1944 à Carhaix-Plouguer) est un militaire français, Compagnon de la Libération. Vétéran de la Première Guerre mondiale retiré en Guyane, il se rallie au général de Gaulle en 1940 et tente, sans succès, d'obtenir le ralliement de la Guyane à la France libre. Passé en Afrique, il organise le recrutement et la formation de volontaires puis débarque en Normandie où il est chargé d'assurer la liaison entre troupes alliées et autorités locales, mission au cours de laquelle il est tué par l'armée allemande.

## Biographie

### Jeunesse et engagement
Claude Chandon naît le 29 octobre 1894 à Charolles en Saône-et-Loire. Son père Léon, ancien avocat au barreau de Paris et membre de la Conférence Molé-Tocqueville, est propriétaire de la marque de champagne portant son nom,. Après des études de droit, Claude est ajourné de son service militaire en 1914 pour raisons médicales. Cependant, désireux de combattre, il multiplie les demandes de mobilisation et finir par être enrôlé en décembre au 10e régiment d'infanterie avant d'être muté au 408e régiment d'infanterie le 1er avril 1915. Engagé comme simple soldat, il gravit les échelons tout au long de la guerre jusqu'à devenir officier en étant promu sous-lieutenant à titre provisoire en mai 1917, puis à titre définitif le 6 juillet suivant. Durant le conflit, il combat sur le front français mais également sur le front oriental et le front italien. Il termine la guerre au grade de lieutenant et décoré de la Légion d'honneur, de la Croix de guerre 1914-1918 et de la Military Cross britannique. Démobilisé le 11 décembre 1918, il participe cependant au défilé de la Victoire le 14 juillet 1919 en étant le porte-drapeau de son régiment. Il devient ensuite officier de réserve au 95e régiment d'infanterie puis au Centre de mobilisation no 2. Après s'être marié et avoir vécu quelques années à Paris, Claude Chandon part pour la Guyane en 1927 et s'installe à Régina où il est responsable d'un domaine agricole, puis à Cayenne où il dirige une bananeraie.

### Seconde Guerre mondiale
Capitaine de réserve, il est mobilisé en 1939 et demande à être affecté à une unité combattante de métropole. Sa demande étant rejetée, il est chargé de recruter et entraîner les recrues de Guyane avant de les envoyer au front en Europe. Inquiet des nouvelles venant de France, il adhère à l'appel du 18 juin du général de Gaulle et écrit à ce dernier à Londres afin de se mettre à sa disposition, devenant de fait l'un des premiers membres des forces françaises libres lors de leur création le 1er juillet. Dès lors, Claude Chandon travaille au ralliement de la Guyane à la France libre. Cependant, il se heurte à l'hostilité des autorités locales restées fidèles au maréchal Pétain. Menacé d'arrestation, il se réfugie à Georgetown dans la Guyane britannique proche. Avec l'accord du général de Gaulle, il prépare pour septembre une action armée sur la Guyane. Mais l'influence de l'amiral Robert, Haut commissaire au théâtre de l'Atlantique-Ouest et farouche partisan du régime de Vichy et qui envoie sur place le gouverneur-général Carde accompagné de 250 fusiliers-marins, met la tentative de ralliement en échec. Promu chef de bataillon, Chandon passe en Guyane néerlandaise et organise le rassemblement de volontaires désirant poursuivre la lutte. Désormais à la tête d'un contingent de plus de 150 hommes, il quitte la Guyane avec ses hommes en février 1941 afin de continuer le combat en Afrique. Le même mois, il fait partie des tout premiers hommes décorés de la Croix de la Libération.
Débarqué à Pointe-Noire au Congo français en avril, il prend le commandement du bataillon de tirailleurs du Gabon et est nommé commandant militaire du Gabon,. Il est promu lieutenant-colonel le 1er janvier de l'année suivante et nommé commandant militaire du Cameroun en juillet 1942. Chargé de recruter et former les hommes qui iront renforcer la colonne Leclerc, il forme un camp à Ngaoundéré ou il crée la brigade du Cameroun. Gardant toujours des liens avec la Guyane, il prononce le 26 mars 1943 sur Radio Brazzaville un appel au Guyanais les incitant à rejoindre le combat auprès du général de Gaulle plutôt qu'auprès du général Giraud. Écarté du commandement opérationnel de la brigade du Cameroun du fait de son statut d'officier de réserve, Chandon demande à participer aux opérations de libération de la métropole. Il est affecté en octobre 1943 comme adjoint de Claude Hettier de Boislambert à la Mission militaire de liaison administrative (MMLA), organisme charger d'organiser les relations entre troupes militaires alliées et autorités civiles françaises au fur et à mesure de la libération de la métropole. Parti de Yaoundé par avion le 28 janvier 1944, il parvient à Londres le 13 mars après avoir transité par Le Caire, Alger et Gibraltar. Le 7 juin 1944, le lendemain du débarquement de Normandie, il débarque à Arromanches-les-Bains et le 14 juin, fait partie des hommes qui accueillent le général de Gaulle lorsque celui-ci débarque à Courseulles-sur-Mer. Au sein de la MMLA, Chandon et trois auxiliaire féminines suivent à bord d'une Jeep l'avancée de l'armée américaine et parviennent jusqu'en Bretagne. Le 6 août 1944, ayant perdu de vue les troupes alliées, Claude Chandon se dirige vers Brest. Arrivé à hauteur de Carhaix-Plouguer, il constate la présence d'unités allemandes dans le village et entreprend alors de le contourner. Cependant, le véhicule tombe dans une embuscade et se retrouve mitraillé par des hommes de la Wehrmacht. Alors que ses auxiliaires féminines sont blessées, Chandon, soucieux de préserver la vie de ses subordonnées, sort du véhicule les mains en l'air et demande un cessez-le-feu. Il est alors abattu par l'officier commandant le détachement allemand. Inhumé provisoirement à Carhaix, son corps est ensuite transféré dans sa ville natale de Charolles.

## Décorations
|  |  |  |
|  |  |  |

| Officier de la Légion d'honneur[Quand ?] | Officier de la Légion d'honneur[Quand ?] | Compagnon de la Libération   | Compagnon de la Libération   | Croix de Guerre 1914-1918             | Croix de Guerre 1914-1918             |
| Croix de guerre 1939-1945 Avec palme     | Croix de guerre 1939-1945 Avec palme     | Military Cross (Royaume-Uni) | Military Cross (Royaume-Uni) | Croix du Mérite de la guerre (Italie) | Croix du Mérite de la guerre (Italie) |

## Hommages
- Une rue de Carhaix-Plouguer a été baptisée en son honneur, de même qu'à Pontorson dans la Manche[8],[9].
- En Guyane, des rues portent également son nom à Kourou et Saint-Laurent-du-Maroni[10],[11].
- Son nom figure sur le mémorial commémoratif des douze compagnons de la Libération originaires de Saône-et-Loire inauguré le 16 octobre 2021 à Buxy[12].